# Delphinium stachydeum
Delphinium stachydeum är en ranunkelväxtart som först beskrevs av Asa Gray, och fick sitt nu gällande namn av Aven Nelson och Macbride. Delphinium stachydeum ingår i släktet storriddarsporrar, och familjen ranunkelväxter. Inga underarter finns listade i Catalogue of Life.

## Bildgalleri

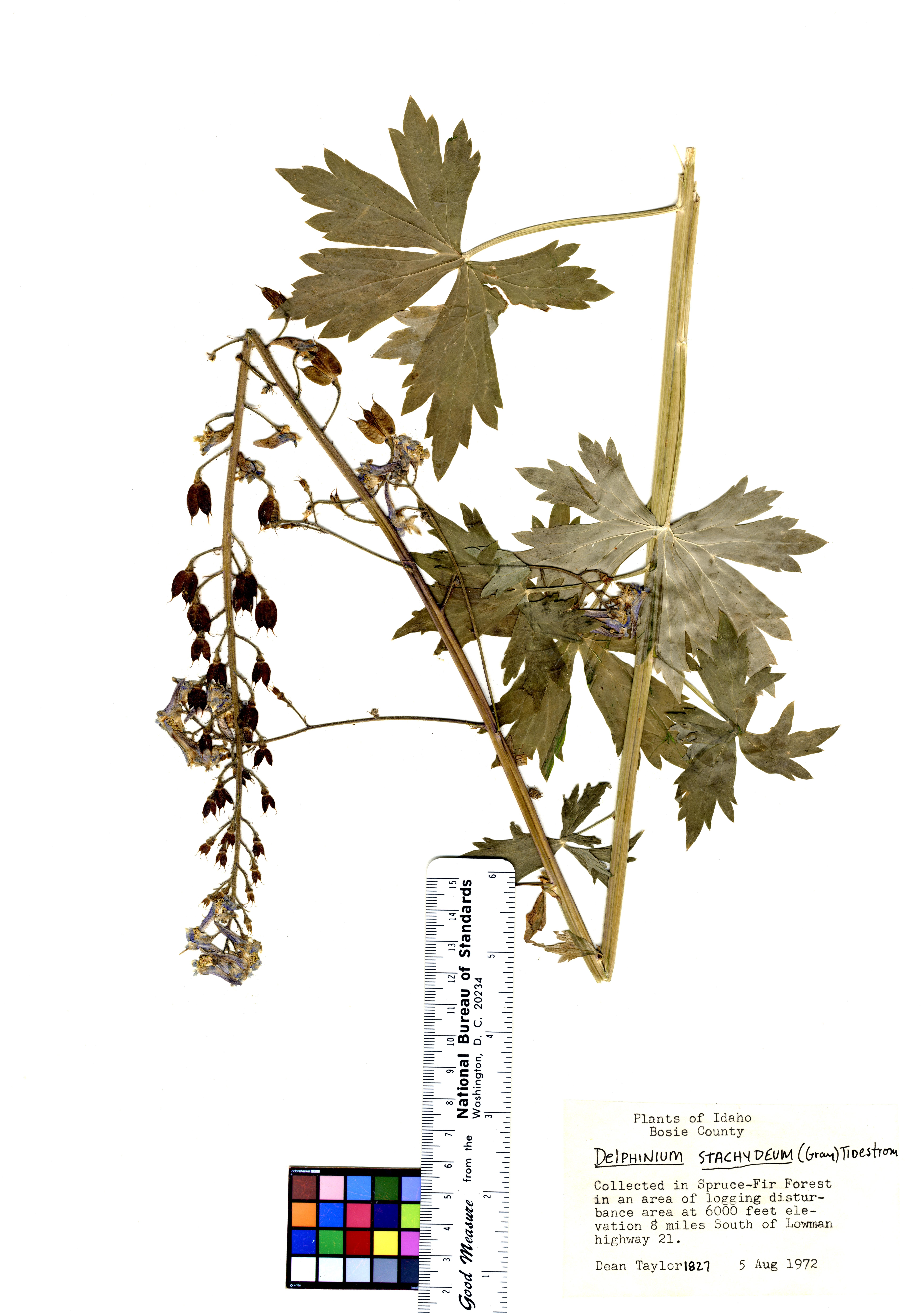